# Джорж-Фішер
Джорж-Фішер — родовище і копальня поліметалічних руд в Австралії, що належить компанії Mount Isa Mines (MIM).

## Історія
Розташоване за 22 км північніше за родовище Маутн-Айза і за 2 км від родовища Гілтон, що належить тій же компанії. Родовище назване на честь керівника компанії в 1950-60-х рр. Необхідність розробки родовища Джорж-Фішер виникла в зв'язку з виснаженням до 2002—2003 рр. запасів цинково-свинцево-срібних руд родовищ Маутн-Айза і Гілтон. Попереднє вивчення родовища було закінчене в кінці 1997 р. Офіційне відкриття рудника відбулося в серпні 2000 р.

## Характеристика
Підтверджені запаси двох з 11 виявлених на родовищі рудних тіл становили 24 млн т руди із вмістом срібла 128 г/т, цинку — 9.1%, свинцю — 5.6%; ресурси родовища оцінювалися в 108 млн т руди із вмістом срібла 93 г/т, цинку — 11.1%, свинцю — 5.4%.

## Технологія розробки
Розробка родовища почата в жовтні 2000 р. і проводиться з частковим використанням інфраструктури рудника Гілтон. Річна продуктивність підприємства становить 155.5 т срібла, 170 тис. т цинку і 100 тис. т свинцю в концентратах. Термін відробляння родовища — 10 років.